# 11月10日
11月10日（じゅういちがつとおか）は、グレゴリオ暦で年始から314日目（閏年では315日目）にあたり、年末まであと51日ある。

## できごと
- 1444年 - ヴァルナの戦い。
- 1567年（永禄10年10月10日） - 松永久秀、三好義継軍が三好三人衆が陣取る東大寺を急襲し、大仏を含めた堂宇が焼失。（東大寺大仏殿の戦い）
- 1614年（慶長19年10月9日） - 真田幸村（信繁）、九度山を脱出し、大坂城へ入城。
- 1775年 - 大陸会議がアメリカ海兵隊の前身である大陸海兵隊の創設を承認。アメリカ海兵隊の創設記念日（1921年11月1日以降）。
- 1862年 - サンクトペテルブルクでジュゼッペ・ヴェルディの歌劇『運命の力』が初演。
- 1898年 - ウィルミントン暴動。
- 1915年 - 第一次世界大戦: 第四次イゾンツォの戦い。
- 1915年 - 大正天皇の即位礼を京都御所の紫宸殿で挙行。
- 1916年 - 大日本医師会（日本医師会の前身）設立。
- 1927年 - 岐阜県鶉村で小作争議が激化。周辺の農民も加わり岐阜区裁判所を約7000人が取り囲む騒ぎを起こす[1]。
- 1928年 - 昭和天皇の即位礼を京都御所の紫宸殿で挙行。
- 1938年 - アラスカ州南西沖でM 8.2の地震。
- 1939年 - 朝鮮総督府、制令20号「朝鮮人ノ氏名ニ関スル件」発布。創氏改名。
- 1939年 - 岩手県松尾鉱山で落盤事故が発生。死者・行方不明者83人以上[2]。
- 1940年 - 皇居外苑で紀元二千六百年式典を実施。11月14日まで日本各地で記念行事が行われる。
- 1940年 - 兵庫県伊丹市・芦屋市が市制施行。
- 1942年 - 第二次世界大戦・トーチ作戦: フランスヴィシー政権軍総司令官フランソワ・ダルランが連合国軍と停戦協定を締結。
- 1944年 - ゲシュタポと親衛隊がケルンでエーデルヴァイス海賊団団員ら13名の公開処刑をおこなう。
- 1946年 - フランス総選挙（英語版）でフランス共産党が第一党となる。
- 1946年 - ペルーのアンカシュ（内陸）でM 7.2の地震。死者1500人。
- 1951年 - 日本教職員組合が第1回全国教育研究大会を開催。
- 1952年 - 継宮明仁親王の立太子の礼が皇居・表北ノ間で挙行。
- 1963年 - 鈴鹿サーキットでオートバイ世界選手権第1回日本グランプリ開催。
- 1963年 - ジャカルタで第1回新興国競技大会が開幕。
- 1965年 - 姚文元による論文「新編歴史劇『海瑞罷官』を評す」が上海の日刊紙『文匯報』に掲載、文化大革命の序幕となる。
- 1965年 - 日本初の商業用原子力発電所・東海発電所で営業用の発電を開始。
- 1968年 - 琉球政府で初の主席公選となる第1回行政主席通常選挙が行われ、屋良朝苗が当選。
- 1969年 - アメリカのNational Educational Televisionで『セサミストリート』が放送開始。
- 1970年 - 世界初の月面車「ルノホート1号」を搭載したソ連の月探査機「ルナ17号」が打ち上げ。
- 1970年 - 日本テレビの送信所が麹町の本社鉄塔から東京タワーに移転。
- 1975年 - 強風の中スペリオル湖を航行中の貨物船「エドモンド・フィッツジェラルド」が沈没。
- 1981年 - 日比谷のNHK放送会館跡地に日比谷国際ビル（日比谷シティ）が開館。
- 1982年 - 中央自動車道が全線開通。
- 1986年 - 天皇陛下御在位六十年記念硬貨（10万円金貨、1万円銀貨、500円白銅貨）を発行。
- 1989年 - ベルリンの壁崩壊: ベルリンの壁が破壊され始める。
- 1998年 - 前年に経営破綻した北海道拓殖銀行が営業終了。
- 1999年 - 国会でクエスチョンタイムが初めて行われる。
- 2005年 - 日本プロ野球初の国際公式戦となる第1回アジアシリーズが東京ドームで開幕。
- 2007年 - イベロアメリカ首脳会議の席でスペイン国王フアン・カルロス1世がベネズエラ大統領ウゴ・チャベスを「¿Por qué no te callas?（黙ったらどうかね?）」と一喝。
- 2009年 - 市川市英国人女性殺害事件で指名手配されていた容疑者が逮捕される[3]。
- 2009年 - Go言語がGoogleによって発表される。
- 2018年 - 鹿島アントラーズがAFCチャンピオンズリーグ2018を初めて優勝[4] し、同チームの主要タイトル獲得数を20冠とした。Jリーグ参加チームの中では最多である。
- 2020年 - 日経平均株価が25000円を超える[5]。
- 2021年 - 第2次岸田内閣発足[6]。

## 誕生日

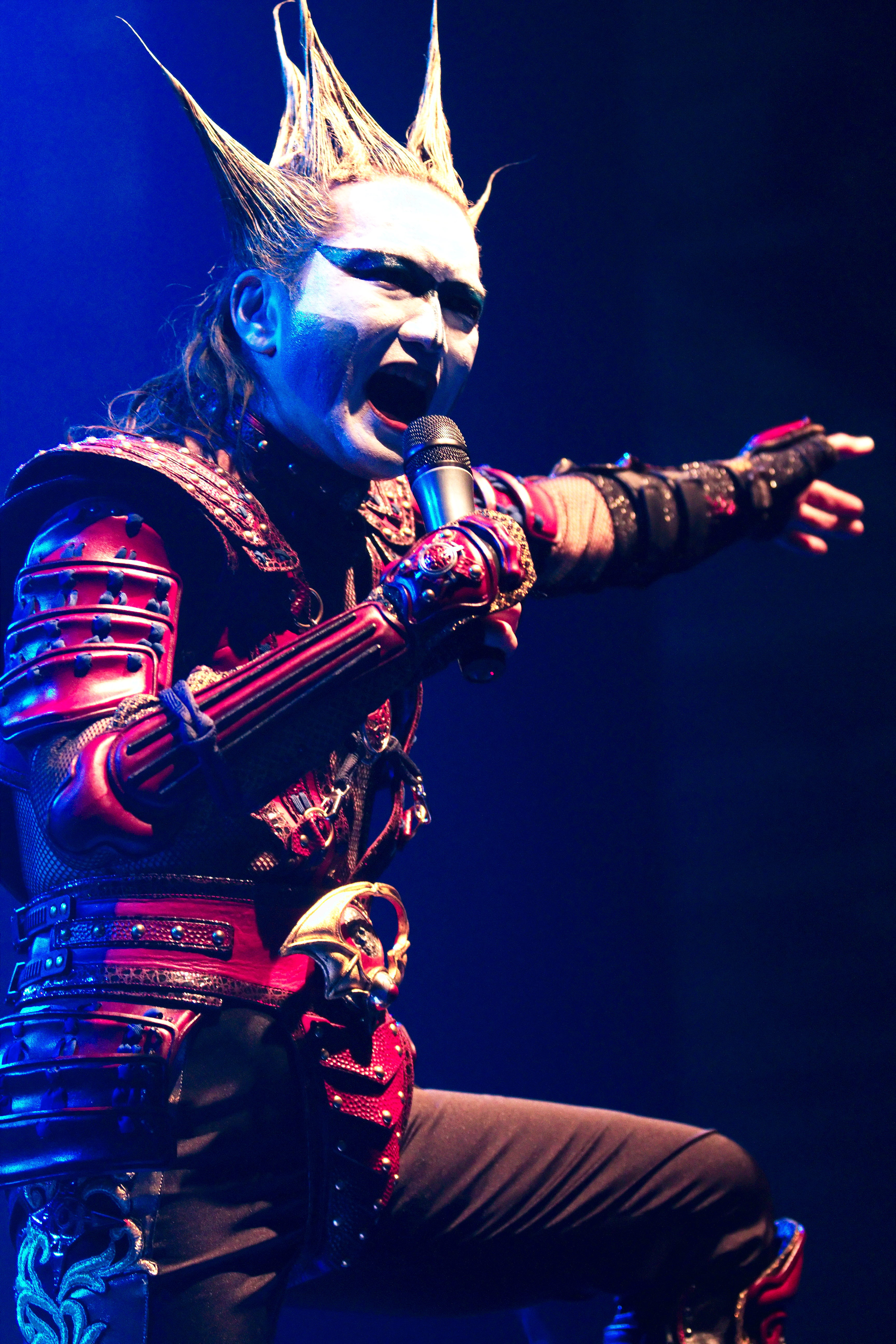
デーモン閣下
(自称B.C.98038-)

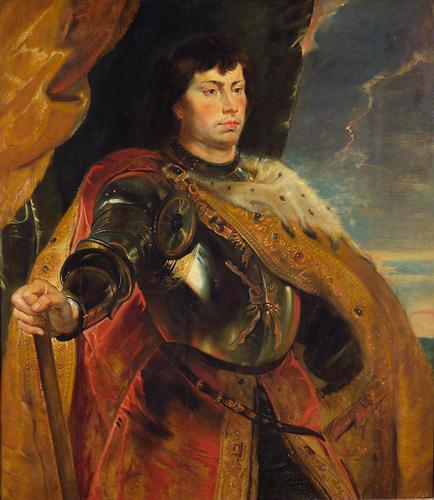
シャルル突進公(1433-1477)

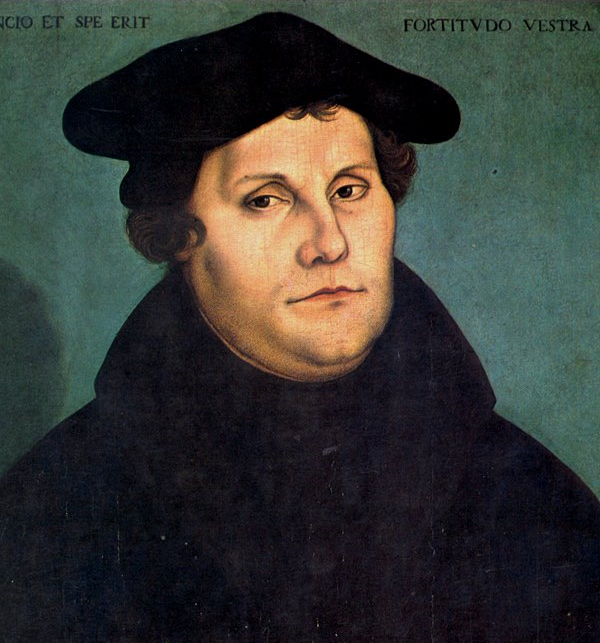
マルティン・ルター(1483-1546)

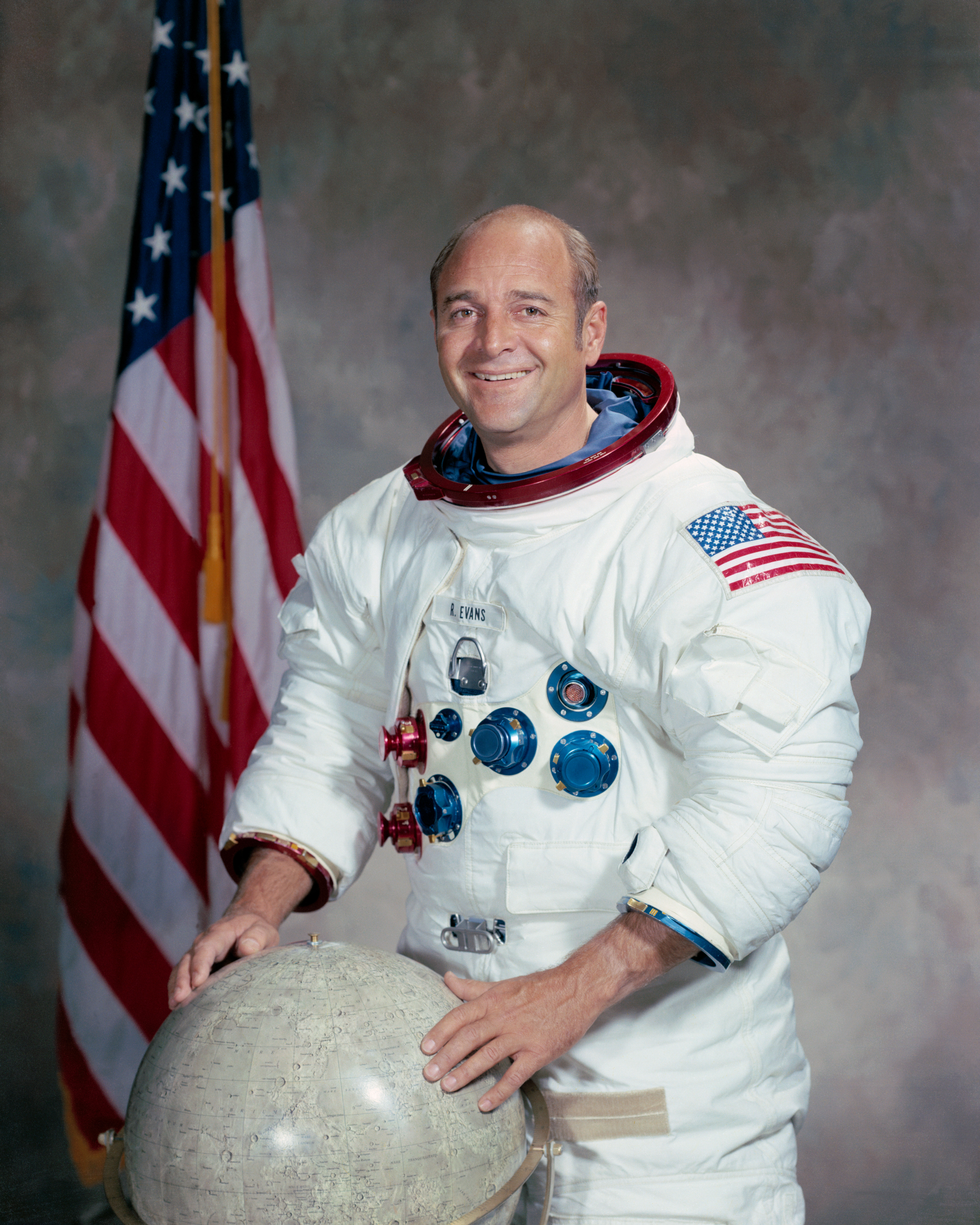
ロナルド・エヴァンス(1933-1990)

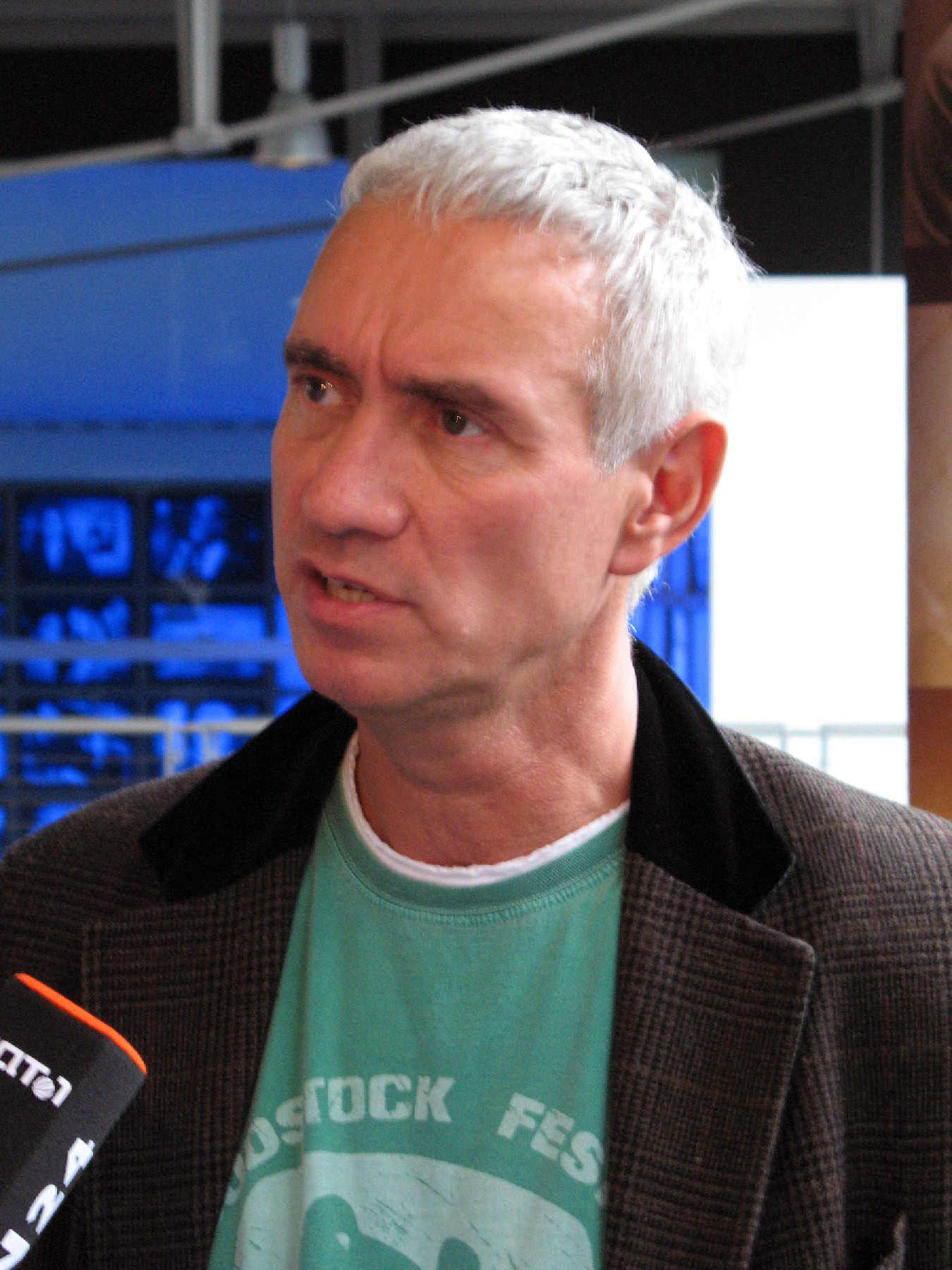
ローランド・エメリッヒ(1955-)

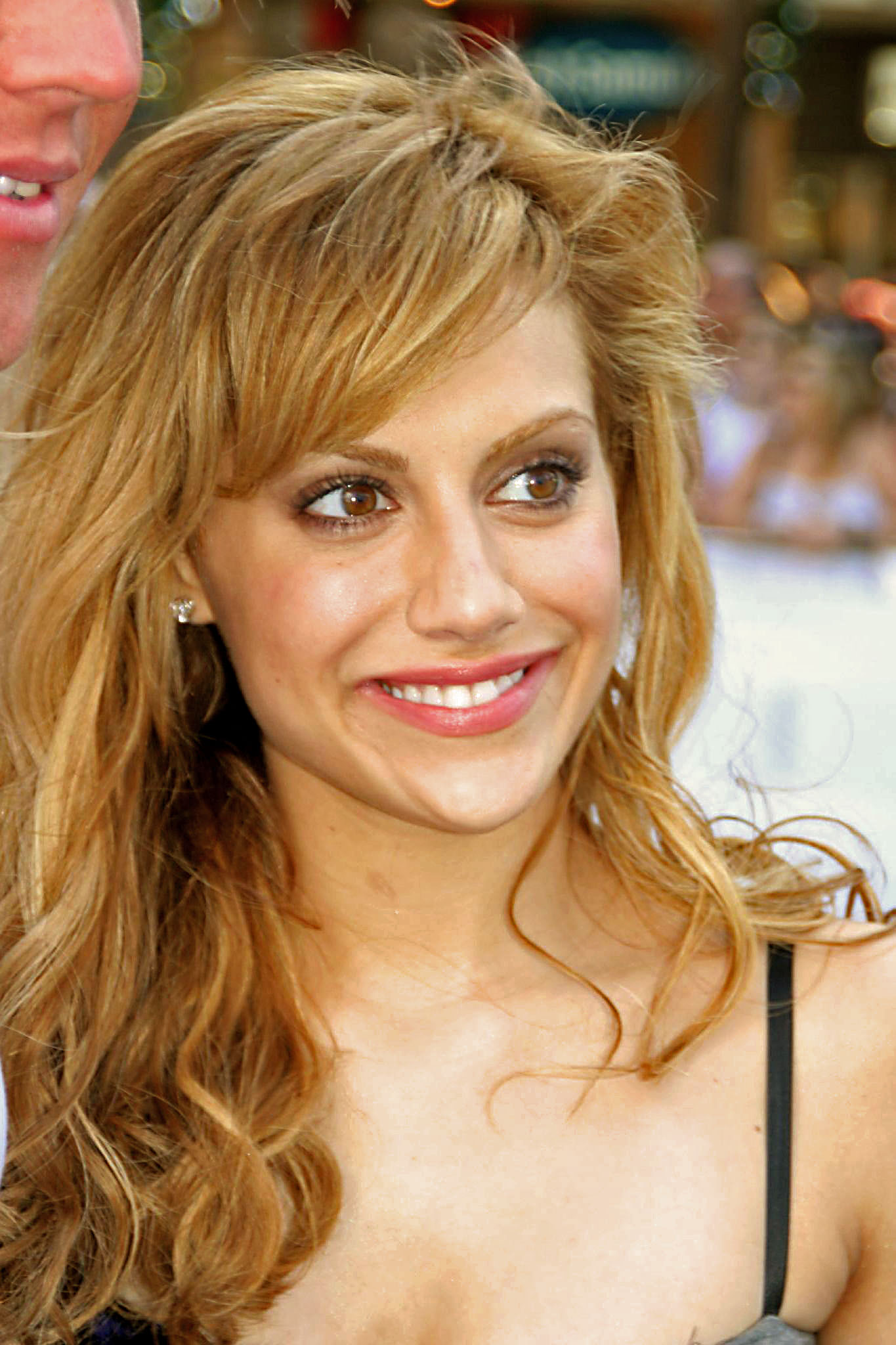
ブリタニー・マーフィ(1977-2009)

### 人物
- 1433年 - シャルル突進公、ブルゴーニュ公（+ 1477年）
- 1483年 - マルティン・ルター、宗教改革指導者（+ 1546年）
- 1668年 - フランソワ・クープラン、作曲家（+ 1733年）
- 1668年 - ルイ3世、コンデ公（+ 1710年）
- 1683年 - ジョージ2世、イギリス王（+ 1760年）
- 1697年 - ウィリアム・ホガース、画家（+ 1764年）
- 1753年 - グランビル・シャープ、奴隷制度廃止運動指導者（+ 1813年）
- 1759年 - フリードリヒ・フォン・シラー、劇作家（+ 1805年）
- 1812年 - 左宗棠、官僚、政治家（+ 1885年）
- 1822年 - ウィリアム・ヘンリー・トレスコット、政治家（+ 1898年）
- 1857年 - ジム・ホイットニー、プロ野球選手（+ 1891年）
- 1859年 - テオフィル・アレクサンドル・スタンラン、画家、版画家（+ 1923年）
- 1869年 - レオン・ブランシュヴィック、思想家（+ 1944年）
- 1873年 - アンリ・ラボー、作曲家（+ 1949年）
- 1878年 - ホルヘ・ウビコ、グアテマラ大統領（+ 1946年）
- 1882年 - 村上武次郎、冶金学者（+ 1969年）
- 1883年 - 玉椿憲太郎、大相撲力士（+ 1928年）
- 1883年 - 橋本関雪、日本画家（+ 1945年）
- 1888年 - アンドレイ・ツポレフ、ツポレフ創業者（+ 1972年）
- 1892年 - 川口軌外、画家（+ 1966年）
- 1894年 - マキシミリアノ・コルベ、カトリック司祭（+ 1941年）
- 1895年 - ジャック・ノースロップ、ノースロップ創業者（+ 1981年）
- 1910年 - 藤沢武夫、本田技研工業創業者（+ 1988年）
- 1910年 - 西村幸生、元プロ野球選手（+ 1945年）
- 1910年 - ラウル・ディアニュ、サッカー選手（+ 2002年）
- 1910年 - 張楽平、漫画家（+ 1992年）
- 1913年 - 佐藤太清、日本画家（+ 2004年）
- 1914年 - エトムント・コーネン、サッカー選手（+ 1990年）
- 1916年 - 鶴田六郎、歌手（+ 1997年）
- 1918年 - 松井栄造、野球選手（+ 1943年）
- 1919年 - ミハイル・カラシニコフ、戦車長、銃器設計士（+ 2013年）
- 1921年 - 北野隆興、実業家（+ 2001年）
- 1925年 - リチャード・バートン、俳優（+ 1984年）
- 1925年 - 坪井正道、物理化学者（+ 2020年）
- 1925年 - 藤村多加夫、俳人（+ 2011年）
- 1928年 - エンニオ・モリコーネ、作曲家（+ 2020年）
- 1930年 - 三橋美智也、歌手（+ 1996年）
- 1930年 - 黒木和雄、映画監督（+ 2006年）
- 1930年 - ジーン・コンリー、元プロ野球選手、プロバスケットボール選手（+ 2017年）
- 1932年 - ロイ・シャイダー、俳優（+ 2008年）
- 1933年 - ボビー・ラッシュ、ブルース・ミュージシャン
- 1933年 - ロナルド・エヴァンス、宇宙飛行士（+ 1990年）
- 1934年 - ルシアン・ビアンキ、レーシングドライバー（+ 1969年）
- 1934年 - ノーム・キャッシュ、プロ野球選手（+ 1986年）
- 1938年 - 山城新伍、俳優（+ 2009年）
- 1939年 - 長田弘、詩人（+ 2015年）
- 1939年 - 入川保則、俳優（+ 2011年）
- 1940年 - 岡村浩二、元プロ野球選手（+ 2023年）
- 1941年 - ケン月影、漫画家
- 1942年 - 河村建夫、政治家
- 1944年 - アスカル・アカエフ、キルギス初代大統領
- 1945年 - 河原さぶ、俳優
- 1946年 - 基満男、元プロ野球選手
- 1946年 - ジャック・ケッチャム、ホラー小説家（+ 2018年）
- 1946年 - 梅村坦、東洋学者
- 1946年 - 石川敏男、芸能レポーター
- 1946年 - 鈴木博昭、元プロ野球選手
- 1946年 - 野村悟、ヤクザ
- 1947年 - グレッグ・レイク、ミュージシャン（+ 2016年）
- 1947年 - タッド岡本、プロボクサー
- 1948年 - 糸井重里、コピーライター
- 1948年 - 真木洋子、女優（+ 2000年）
- 1948年 - 加藤千速、政治家、実業家
- 1950年 - おかべりか、漫画家（+ 2017年）
- 1950年 - 橋本勉、元プロ野球選手
- 1953年 - ラリー・パリッシュ、元プロ野球選手
- 1955年 - ローランド・エメリッヒ、映画監督
- 1956年 - 高橋三千丈、元プロ野球選手
- 1957年 - 曽田康二、元プロ野球選手
- 1957年 - 宮川総一郎、漫画家
- 1958年 - 及川ひとみ、声優
- 1958年 - オマー・ミナヤ、ニューヨーク・メッツGM
- 1958年 - 浜博文、俳優
- 1958年 - 菊池隆則、俳優
- 1958年 - 下田充利、元プロ野球選手
- 1958年 - 幅しげみ、ピアニスト
- 1959年 - 原日出子、女優
- 1959年 - 芹澤信雄、プロゴルファー
- 1959年 - 佐々木順一朗、高校野球指導者
- 1960年 - 川島なお美、女優（+ 2015年）
- 1960年 - ニール・ゲイマン、SF作家
- 1961年 - 神保哲生、ジャーナリスト
- 1962年 - 高橋俊之、厚生労働官僚
- 1963年 - マイク・パウエル、元陸上選手
- 1963年 - 郭進興、元野球選手
- 1963年 - ヒュー・ボネヴィル、俳優
- 1964年 - 清水宏次朗、俳優、歌手
- 1964年 - 山田恵一、プロレスラー
- 1964年 - ケニー・ロジャース、元プロ野球選手
- 1965年 - エディ・アーバイン、F1レーサー
- 1965年 - 前田知洋、マジシャン
- 1967年 - 伊藤一朗、ミュージシャン（Every Little Thing）
- 1967年 - ヴィヴィアン・チョウ（周慧敏）、歌手
- 1968年 - 長井満也、プロレスラー
- 1968年 - 奈部川勉、元プロ野球選手
- 1969年 - エレン・ポンピオ、女優
- 1969年 - イェンス・レーマン、サッカー選手
- 1969年 - マーク・大喜多、ナレーター
- 1969年 - SNOBつね、お笑いタレント（SNOB）
- 1970年 - 畠田理恵、元女優、元歌手
- 1970年 - ジェニー・メノー、フィギュアスケート選手
- 1972年 - グレッグ・ラロッカ、元プロ野球選手
- 1972年 - ショーン・グリーン、元プロ野球選手
- 1973年 - マルコ・ロドリゲス、サッカー審判
- 1973年 - サッチィー、お笑いタレント（めいどのみやげ）
- 1974年 - 岩瀬仁紀、元プロ野球選手
- 1975年 - 十文字貴信、元競輪選手
- 1975年 - 荒瀬詩織、元アナウンサー
- 1975年 - 尾辻舞、アナウンサー
- 1975年 - 五味康隆、自動車評論家
- 1975年 - オユンナ、歌手
- 1975年 - ジェイソン・ターマン、元プロ野球選手
- 1975年 - 藤森崇多 (Sota Fujimori)、ゲームクリエイター
- 1976年 - 河端龍、元プロ野球選手
- 1976年 - オーノ泰広、お笑いタレント、俳優
- 1977年 - ジョシュ・バーネット、プロレスラー
- 1977年 - ウォンビン、俳優
- 1977年 - 栗栖ゆきな、元タレント
- 1977年 - ブリタニー・マーフィ、女優（+ 2009年）
- 1978年 - 神田朱未、声優
- 1978年 - 浅川稚広、タレント
- 1978年 - 鄭大炫、元プロ野球選手
- 1978年 - 熊膳貴志、キャラクターデザイナー
- 1978年 - 倉貫一毅、元サッカー選手
- 1978年 - ゴー☆ジャス、お笑いタレント
- 1978年 - AMEMIYA、お笑いタレント、歌手
- 1979年 - 内山高志、元プロボクサー
- 1980年 - 岩瀬亮、俳優
- 1980年 - 古木克明、元プロ野球選手、元総合格闘家
- 1980年 - トニ・ブランコ、元プロ野球選手（+ 2025年）
- 1981年 - 五十嵐恵、タレント
- 1981年 - 山口あゆみ、女優
- 1981年 - 松尾晃雅、元野球選手
- 1981年 - クリスチーナ・コバラゼ、フィギュアスケート選手
- 1982年 - 浦田直也、歌手（元AAA）
- 1982年 - たくや、お笑い芸人、タレント（ザ・たっち）
- 1982年 - かずや、お笑い芸人、タレント（ザ・たっち）
- 1984年 - ケンドリック・パーキンス、バスケットボール選手
- 1984年 - 立花里子、元AV女優
- 1984年 - 小林直己（NAOKI)、パフォーマー（EXILE、三代目 J SOUL BROTHERS from EXILE TRIBE）
- 1984年 - 牧田和久、元プロ野球選手
- 1984年 - 神山竜一、元サッカー選手
- 1984年 - 榎宮祐、漫画家
- 1984年 - chori、詩人（+ 2024年）
- 1985年 - アレクサンダル・コラロヴ、サッカー選手
- 1985年 - 三浦貴大、俳優
- 1985年 - 呉敏霞、飛込競技選手
- 1986年 - 矢吹卓也、ダンサー、男優
- 1986年 - 星秀和、元プロ野球選手
- 1986年 - サムエル・ワンジル、陸上競技選手（+ 2011年）
- 1987年 - 大屋夏南、ファッションモデル
- 1987年 - 深津卓也、陸上選手
- 1988年 - 杉浦加奈、ファッションモデル、タレント
- 1988年 - 伊藤しほ乃、元グラビアアイドル
- 1989年 - 三浦翔太、元プロ野球選手
- 1989年 - 花井聖、サッカー選手
- 1989年 - タロン・エジャトン、俳優
- 1990年 - 杉岡沙絵子、アナウンサー
- 1990年 - 西勇輝、プロ野球選手
- 1990年 - 竜電剛至、大相撲力士
- 1990年 - 仲村智美、お笑いタレント、タレント、元グラビアアイドル（元ソノヘンノ女）
- 1990年 - クリスティーナ・フォーゲル、自転車競技選手
- 1990年 - エマニュエル・アチョ、アメリカンフットボール選手
- 1992年 - 高野一哉、元プロ野球選手
- 1993年 - 浦郷絵梨佳、女優、モデル、タレント
- 1993年 - 坂本誠志郎、プロ野球選手
- 1993年 - 大栄翔勇人、大相撲力士
- 1993年 - 田所あずさ、声優、歌手
- 1994年 - 友田ジュン、ミュージシャン（エドガー・サリヴァン）
- 1994年 - 浅野拓磨、サッカー選手
- 1995年 - 園部聡、元プロ野球選手
- 1995年 - 熊谷敬宥、プロ野球選手
- 1995年 - 井口眞緒、タレント、元アイドル（元日向坂46）
- 1995年 - 山本大貴、プロ野球選手
- 1995年 - とくみくす、ギタリスト、YouTuber
- 1997年 - 佐々木李子、女優、声優、歌手
- 1998年 - 宇田川優希、プロ野球選手
- 1999年 - キーナン・シプカ、女優
- 1999年 - 本間日陽、アイドル（元NGT48）
- 1999年 - 田辺奈菜美、アイドル（OnePixcel）
- 1999年 - 佐々木一朗、信越放送アナウンサー
- 2000年 - マッケンジー・フォイ、女優、モデル
- 2001年 - 阪口珠美、アイドル（元乃木坂46）
- 2002年 - 野村昭夢、陸上競技選手
- 2004年 - 工藤慎作、陸上競技選手
- 2006年 - ウンチェ、アイドル（ル・セラフィム）
- 紀元前98038年（公称） - デーモン閣下、歌手、相撲評論家
- 生年不詳 - 綱川博之、声優
- 生年不詳 - 間宮くるみ[7]、声優

### 人物以外（動物など）
- 1923年 - 忠犬ハチ公、秋田犬（+ 1935年）

## 忌日

汪兆銘(1883-1944)没。

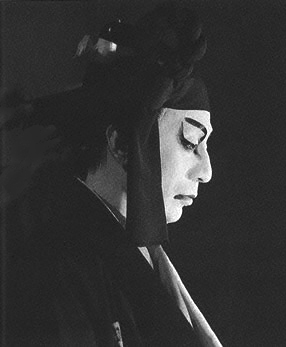
十一代目 市川團十郎(1909-1965)没。

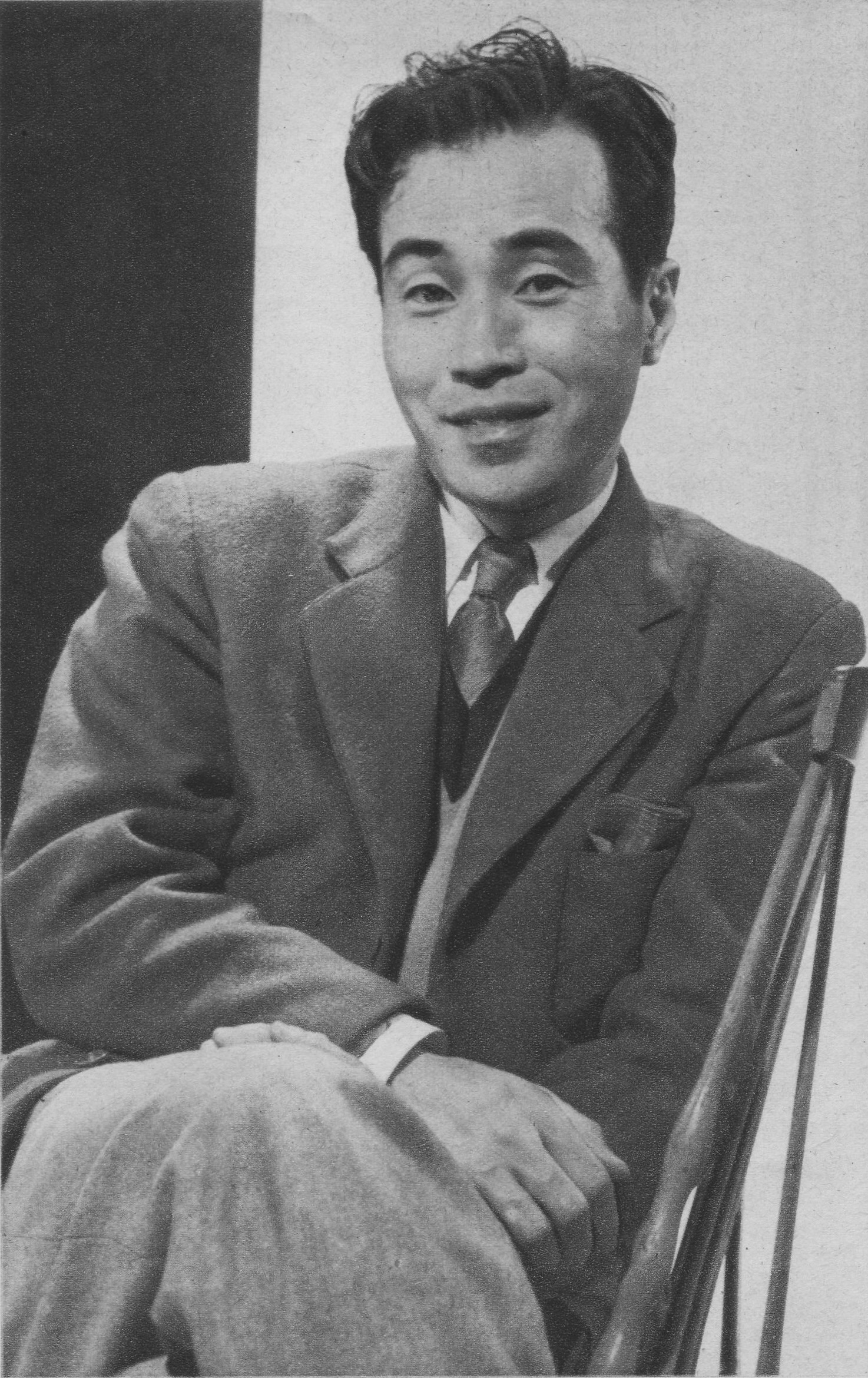
俳優森繁久彌(1913-2009)没。

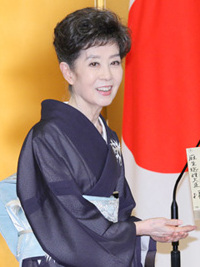
女優森光子(1920-2012)没。

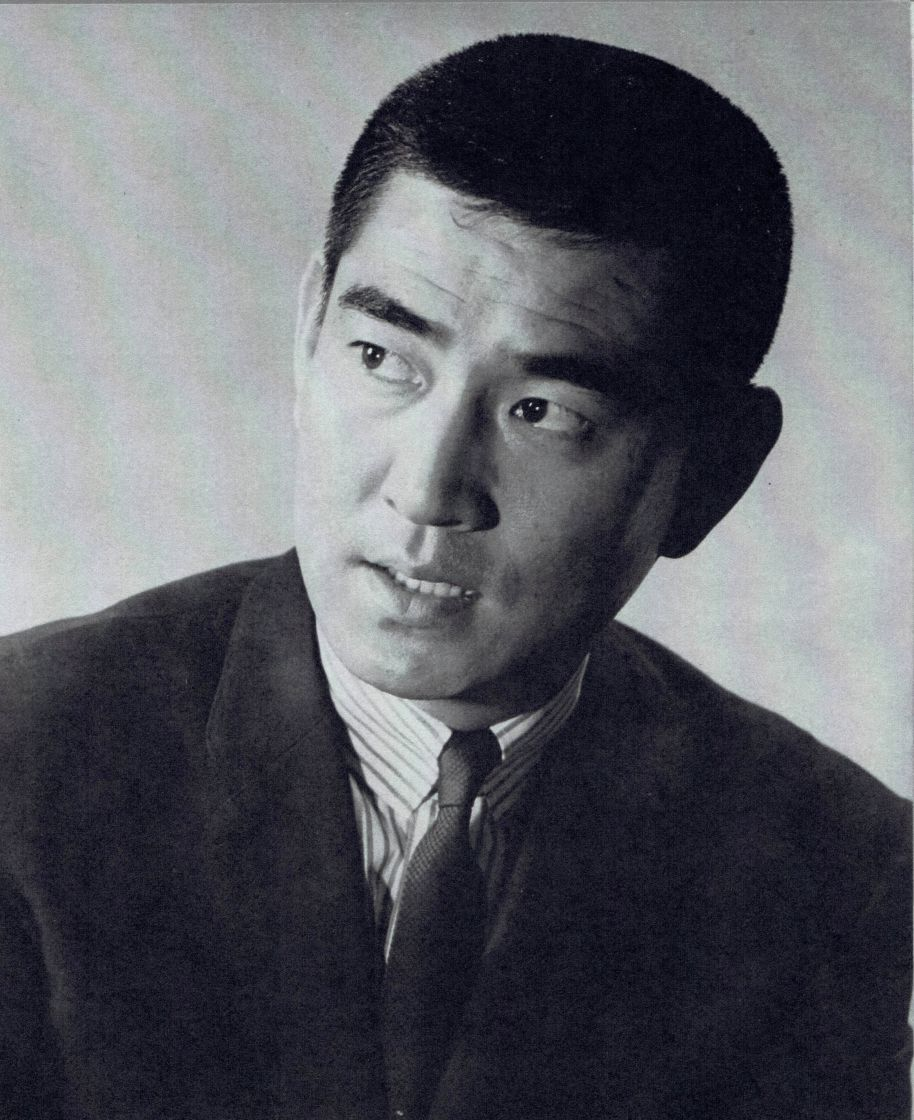
俳優高倉健(1931-2014)没。

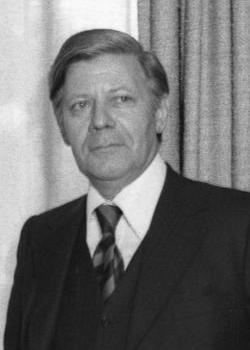
元西ドイツ首相ヘルムート・シュミット(1918-2015)没。

- 19年 - ゲルマニクス、政治家、将軍（* 紀元前15年）
- 739年（10月5日） - 小野牛養、奈良時代の貴族
- 765年（天平神護元年10月23日） - 淳仁天皇、第47代天皇（* 733年）
- 1549年 - パウルス3世、第220代ローマ教皇（* 1468年）
- 1673年 - ミハウ、ポーランド王（* 1640年）
- 1789年 - リチャード・キャズウェル、政治家、ノースカロライナ州初代知事（* 1729年）
- 1799年 - ジョゼフ・ブラック、物理学者、化学者（* 1728年）
- 1808年 - ガイ・カールトン、アメリカ独立戦争期のイギリス軍指揮官、カナダ総督（* 1724年）
- 1819年 - ジグムント・ゾイス、貴族、自然科学者、地球科学者（* 1747年）
- 1821年 - アンドレーアス・ロンベルク、ヴァイオリニスト（* 1767年）
- 1832年 - ヨハン・シュプルツハイム（英語版）、医師、骨相学提唱者（* 1776年）
- 1843年 - ジョン・トランブル、画家（* 1756年）
- 1850年 - アレクサンドル＝エヴァリステ・フラゴナール（英語版）、画家（* 1780年）
- 1852年 - ギデオン・マンテル、医師、古生物学者（* 1790年）
- 1856年 - ヨハン・カスパー・ツォイス、歴史家、ケルト学（英語版）の実質的創設者（* 1806年）
- 1861年 - アンリ・ムーオ、博物学者、冒険家（* 1826年）
- 1891年 - アルチュール・ランボー、詩人（* 1854年）
- 1899年 - ナサニエル・E・グリーン、画家（* 1823年）
- 1900年 - アルマン・ダヴィド、宣教師、博物学者（* 1826年）
- 1907年 - シャルル・ダンクラ、ヴァイオリニスト、作曲家（* 1817年）
- 1918年 - 野口シカ、野口英世の母、助産師（* 1852年）
- 1929年 - マーク・ボールドウィン、プロ野球選手（* 1863年）
- 1938年 - ムスタファ・ケマル・アタテュルク、トルコ共和国初代大統領（* 1881年）
- 1944年 - 汪兆銘、南京国民政府行政院長（* 1883年）
- 1955年 - 堤千代、小説家（* 1917年）
- 1956年 - ヴィクター・ヤング、作曲家、指揮者、編曲家、ヴァイオリン奏者（* 1899年）
- 1962年 - ユリウス・レンハート（英語版）、体操選手、1904年セントルイスオリンピックメダリスト（金２，銀１）（* 1875年）
- 1963年 - 井上貞治郎、発明家、実業家、レンゴー創業者（* 1881年）
- 1963年 - クララ・ダン・フォン・ノイマン、情報工学者（* 1911年）
- 1963年 - 畑中武夫、天文学者（* 1914年）
- 1965年 - 十一代目 市川團十郎、歌舞伎役者（* 1909年）
- 1966年 - イブリン・シアーズ、テニスプレーヤー（* 1875年）
- 1974年 - 小笠原章二郎、俳優（* 1902年）
- 1975年 - 横川信夫、農林官僚、政治家、元栃木県知事（* 1901年）
- 1981年 - アベル・ガンス、映画監督（* 1889年）
- 1982年 - 石本秀一、プロ野球監督（* 1896年）
- 1982年 - レオニード・ブレジネフ、政治家、ソ連共産党書記長、最高会議幹部会議長（* 1906年）
- 1983年 - 勝見勝、美術評論家、フランス文学者（* 1909年）
- 1986年 - ゴードン・リチャーズ、騎手（* 1904年）
- 1986年 - レオナ・ウッズ・マーシャル（英語版）、物理学者（* 1919年）
- 1989年 - 島本虎三、衆議院議員（* 1914年）
- 1990年 - 壱岐晃才[8]、経営学者、東京経済大学経営学部長（* 1931年）
- 1991年 - 早川種三、実業家（* 1897年）
- 1991年 - ウィリアム・アフィルス（ディック・ザ・ブルーザー）、プロレスラー、プロモーター（* 1929年）
- 1995年 - ケン・サロ＝ウィワ、作家、テレビプロデューサー、環境保護運動家（* 1941年）
- 1996年 - 佐多宗二、政治家、全国商工会連合会会長（* 1921年）
- 1996年 - 藤井康男、実業家、生化学者、文筆家（* 1930年）
- 1998年 - ジャン・ルレイ、数学者（* 1906年）
- 1998年 - 成相善十、政治家（* 1915年）
- 1998年 - ハル・ニューハウザー、プロ野球選手（* 1921年）
- 1999年 - フェリックス・ガリミール、ヴァイオリニスト（* 1910年）
- 2000年 - 長野正義、政治家、元横須賀市長（* 1900年）
- 2000年 - ジャック・シャバン・デルマス、政治家、元フランス首相（* 1915年）
- 2000年 - 佳島由季[9]、女優（* 1940年）
- 2001年 - 西銘順治、政治家、沖縄県知事（* 1921年）
- 2001年 - ケン・キージー、作家（* 1935年）
- 2001年 - 杉浦千里[10]、デザイナー（* 1962年）
- 2002年 - 筒井直久、政治家、実業家、元松本市長（* 1903年）
- 2002年 - 小関藤一郎、社会学者（* 1912年）
- 2002年 - 伊藤亘行、オペラ歌手（バリトン）、音楽教育者、作曲家（* 1921年）
- 2002年 - ミシェル・ボワロン、映画監督（* 1921年）
- 2002年 - 荒憲治郎、経済学者、一橋大学名誉教授（* 1925年）
- 2003年 - カナーン・バナナ、初代ジンバブエ大統領（* 1936年）
- 2006年 - ジャック・ウィリアムスン、SF作家（* 1908年）
- 2006年 - 柏原ヤス、政治家（* 1917年）
- 2006年 - ジャック・パランス、俳優（* 1919年）
- 2006年 - イーゴリ・セルゲーエフ、軍人、政治家、第3代国防相、ロシア連邦元帥（* 1938年）
- 2006年 - はらたいら、漫画家、随筆家、タレント（* 1943年）
- 2006年 - ジェラルド・レヴァート、R&B歌手（* 1966年）
- 2007年 - 鈴木常正[11]、実業家、元雪印乳業会長（* 1920年）
- 2007年 - ラレイン・デイ、女優（* 1920年）
- 2007年 - ノーマン・メイラー、小説家（* 1923年）
- 2007年 - 成宮明光、調教師（* 1935年）
- 2008年 - ドロシー・ヴォーン、数学者（* 1910年）
- 2008年 - 田中穣治[12]、実業家、日世創業者（* 1914年）
- 2008年 - 伊藤清、数学者、京都大学名誉教授（* 1915年）
- 2008年 - 李錫銘、政治家（* 1926年）
- 2008年 - 多田野久[13]、実業家、元タダノ社長（* 1931年）
- 2008年 - ミリアム・マケバ、歌手、グラミー賞受賞者（* 1932年）
- 2008年 - デイヴ平尾、歌手（ザ・ゴールデン・カップス）（* 1945年）
- 2009年 - 森繁久彌、俳優（* 1913年）
- 2009年 - 高村健民[14]、実業家、ケンミン食品創業者（* 1922年）
- 2009年 - 上西晴治、小説家（* 1925年）
- 2009年  - ロベルト・エンケ、サッカー選手（* 1977年）
- 2010年 - デイブ・ニーハウス、スタジアムアナウンサー（* 1935年)
- 2011年 - 宇佐美忠信、労働運動家、元ゼンセン同盟会長（* 1925年）
- 2011年 - キラー・カール・コックス、プロレスラー（* 1931年）
- 2011年 - 斎藤博、元バスケットボール選手（* 1933年）
- 2011年 - 芦田甚之助、労働運動家、第2代日本労働組合総連合会会長（* 1934年）
- 2011年 - 鴨下重彦、医学者（小児科学）、東京大学名誉教授（* 1934年）
- 2012年 - 森光子[15]、女優（* 1920年）
- 2012年 - 桜井センリ、ジャズミュージシャン、ピアニスト（ハナ肇とクレージーキャッツ）（* 1926年）
- 2012年 - 藤田栄、政治家、ジャーナリスト、静岡新聞社編集局長（* 1930年）
- 2013年 - 勝沼信彦、生化学・酵素学医学者、徳島文理大学名誉教授（* 1926年）
- 2014年 - 高倉健[16]、俳優、歌手（* 1931年）
- 2014年 - 吉原順平、映像プランナー（* 1932年）
- 2015年 - ヘルムート・シュミット[17]、政治家、第5代ドイツ連邦首相（* 1918年）
- 2015年 - 安井鍵太郎、プロ野球選手（* 1918年）
- 2015年 - 野村光雄、政治家（* 1922年）
- 2015年 - ジーン・アムダール、コンピュータ技術者（* 1922年）
- 2015年 - クラウス・フリードリッヒ・ロス、数学者、元インペリアル・カレッジ・ロンドン学長（* 1925年）
- 2015年 - パット・エデリー、元騎手、調教師（* 1952年）
- 2016年 - 内須川洸、心理学者、筑波大学名誉教授（* 1928年）
- 2016年 - 大森義弘、実業家、元JR北海道社長、北海道経済同友会代表幹事（* 1929年）
- 2016年 - 中原正純、政治家、元長野県駒ヶ根市長（* 1940年）
- 2017年 - シャイラ・スタイルズ、ポルノ女優（* 1982年）
- 2018年 - 笠原芳光、宗教学者、京都精華大学元学長・名誉教授（* 1927年）
- 2018年 - 深谷弘次、元アマチュア野球指導者（* 1928年）
- 2019年 - 玉河晋次[18]、実業家、元新明和工業社長（* 1924年）
- 2019年 - 観世元信、能楽師、観世流太鼓方宗家（* 1931年）
- 2019年 - ヴェルナー・アンドレアス・アルベルト、指揮者（* 1935年）
- 2020年 - 相原康彦、流体力学者、東京大学名誉教授、元航空・鉄道事故調査委員会委員長（* 1933年）
- 2020年 - トム・ヘインソーン、元バスケットボール選手、指導者（* 1934年）
- 2020年 - フアン・ソル、サッカー選手（* 1947年）
- 2020年 - アマドゥ・トゥマニ・トゥーレ、軍事、政治家、マリ共和国第4代大統領（* 1949年）
- 2021年 - 淀川美代子、雑誌編集者（* 生年不詳）
- 2022年 - ケヴィン・コンロイ、俳優、声優（* 1955年）
- 2023年 - 横山昭市、地理学者、愛媛大学名誉教授（* 1928年）
- 2023年 - 別府輝彦、応用微生物学者、東京大学名誉教授（* 1934年）
- 2023年 - ジョン・ベイリー、撮影監督、映画監督（* 1942年）
- 2023年 - 細田博之、政治家、第78代衆議院議長（* 1944年）

## 記念日・年中行事
- ロス・サントス市独立の第一声記念日（ パナマ）
- 技能の日（ 日本）
労働省が1971年に制定。1970年のこの日に、アジア初の技能五輪（国際職業訓練競技会）が日本で開催されたことを記念。
- 肢体不自由児愛護の日（ 日本）
日本肢体不自由児協会の主唱で1953年から実施。この日から12月10日までの1か月間を「手足の不自由な子供を育てる運動」期間としている。肢体不自由児が描いた絵を載せた「友情絵はがき」「愛の絵はがき」の配布等が行われる。
- エレベーターの日（ 日本）
日本エレベータ協会が1979年に制定。1890年11月10日に東京の浅草に完成した12階建ての凌雲閣で日本初の電動式エレベーターが一般公開されたことを記念（一般公開は翌11月11日）。
- トイレの日（ 日本）
日本トイレ協会が1986年に制定。「いい(11)ト(10)イレ」の語呂合せ。
- 井戸の日（ 日本）
全国さく井協会が2006年より実施。「いい(1)井(1)戸(10)」の語呂合せ。2001年より富山県鑿井協会が1月10日を「井戸の日」としていたが、2006年からは全国さく井協会の井戸の日に移行している。
- 断酒宣言の日（ 日本）
全日本断酒連盟が制定。1963年に高知市で全日本断酒連盟の結成記念大会が開かれた日。また、11月のNovemberを「もう飲めんばー」、10日を「酒止(十)まる」とした語呂合せでもある。
- 島唄の日（ 日本）
2010年奄美市のコミュニティFM局、あまみエフエムが制定。日付を横一列に並べた｜｜｜が三味線を、◯が奄美島唄に欠かせない締め太鼓、チヂンを表している。
- 川口の日（ 日本）
川口→1110→11月10日。川口市が「川口の日」と制定。
- 希少糖の日（ 日本）
2017年希少糖普及協会が制定。11月10日は「いい・とうのひ」の語呂合わせである。
- 無電柱化の日（ 日本）
2016年に施行された無電柱化の推進に関する法律の第十条にて定められている。「１」を並ぶ電柱に見立てその電柱を「０」にするという意味が込められている[19]。
- いい音・オルゴールの日（ 日本）
長野県諏訪郡下諏訪町の諏訪湖オルゴール博物館奏鳴館（現・日本電産サンキョーオルゴール記念館すわね）が制定[20]。日付は11（いい）10（おと）の語呂合わせから。